# 1999 au Québec
Cet article traite des événements survenus en 1999 au Québec. 

## Événements

### Janvier
- 1er janvier : une avalanche écrase le mur d'une école et fait 9 morts et 25 blessés à Kangiqsualujjuaq, un petit village de l'Ungava[1].
- 18 janvier : une partie du nouveau toit du Stade olympique s'effondre à la veille du Salon de l'Auto, qui doit être annulé cette année[2].
- 29 janvier : Pauline Marois annonce l'injection de quinze millions de dollars dans le secteur de la santé afin de contrer les problèmes d'hiver des urgences dans les hôpitaux[3].

### Février
- 4 février : lors d'une conférence fédérale-provinciale, les premiers ministres signent des ententes sur le renvoi d'argent dans la santé ainsi que sur l'union sociale, mais Lucien Bouchard se dissocie de celle de l'union sociale car il y a, selon lui, une ingérence trop grande du fédéral dans un champ de compétence provinciale[4].
- 22 février : le ministre Bernard Landry rencontre les dirigeants de GM afin de discuter de l'avenir de l'usine de Boisbriand que l'on menace de fermer[5].
- 23 février : la Cour supérieure déclare illégale la construction de la ligne hydro-électrique Hertel-Des Cantons[6].

### Mars
- 1er mars : les orphelins de Duplessis réclament de nouveau une enquête publique sur les abus qu'ils ont subi dans les pensionnats durant les années 1940 et 1950. Ils demandent également réparation[7].
- 2 mars : ouverture de la première session de la 36e législature. Pour la première fois, un président de l'Assemblée nationale (en l'occurrence Jean-Pierre Charbonneau) est élu par scrutin secret. De plus, pour la première fois, un vice-président (Michel Bissonnet) provient des rangs d'un parti d'opposition[4].
- 4 mars : Lucien Bouchard s'excuse auprès des orphelins de Duplessis et leur accorde un fonds de 3 millions de dollars[8].
- 7 mars : lors du premier Gala des prix Jutra, le film Le Violon rouge remporte 9 trophées dont celui du meilleur film. Alexis Martin et Pascale Montpetit sont les acteur et actrice de l'année[9].
- 9 mars : le budget Landry annonce un excédent financier de 2.9 milliards de dollars, le premier depuis 40 ans. De nouvelles sommes sont injectées dans la santé, l'éducation et la création d'emplois. La dette s'étend tout de même à plus de 100 milliards de dollars[10].
- 11 mars : dépôt d'une loi spéciale maintenant la légalité de la construction de la ligne Hertel-Des Cantons[11].
- 18 mars : Jacques Chirac et Lucien Bouchard inaugurent le Salon du Livre de Paris dont le thème cette année est le Québec[12].

### Avril
- 7 avril : Ottawa verse 175 millions de dollars au Québec dans le cadre de l'aide aux victimes des inondations du Saguenay de 1996 et du grand verglas de 1998[13].
- 13 avril : reconnu coupable de blanchiment d'argent le 25 janvier dernier, le juge Robert Flahiff, de la Cour supérieure du Québec, démissionne[14].
- 16 avril : le rapport de la commission Nicolet sur la crise du verglas recommande entre autres l'enfouissement des lignes électriques[15].
- 20 avril : la commission Bédard sur la fiscalité municipale recommande un regroupement des municipalités[16].
- 28 avril : Rita Dionne-Marsolais démissionne de son poste de ministre du Revenu[4].
- 29 avril : Pierre Karl Péladeau devient officiellement le nouveau président de Quebecor[17].
- 30 avril : Lorraine Pagé, présidente de la CEQ, est reconnue coupable de vol à l'étalage[18].

### Mai
- 5 mai : début d'une grève des 16 000 employés d'Hydro-Québec[19].
- 11 mai : Monique Richard succède à Lorraine Pagé à la tête de la CEQ[20].
- 16 mai : Lucien Bouchard, accompagné d'hommes d'affaires, entame une tournée commerciale au Mexique. Elle donnera pour plus de 66 millions de dollars de contrats[21].
- 20 mai : Marc Laviolette succède à Gérald Larose comme président de la CSN[22].
- 26 mai : devant la Chambre de commerce de Montréal, Pierre Bourque parle d'une île, une ville[23].
- 27 mai : Julie Payette s'envole vers l'espace avec la navette spatiale Discovery, dans le cadre de la mission STS-96[24].

### Juin
- 1er juin : début des moyens de pression des infirmières[25].
- 3 juin : inauguration du monument de René Lévesque face à l'Assemblée nationale[26].
- 4 juin : dépôt du projet de loi devant éliminer les clauses discriminatoires dans la fonction publique[27].
- 15 juin : débrayage illégal des infirmières[28].
- 26 juin : début d'une grève générale, illimitée et illégale des 40 000 infirmières du Québec[29].

### Juillet
- 2 juillet : loi spéciale obligeant les infirmières à rentrer au travail[30].
- 6 juillet : des tornades s'abattent sur Berthierville, Yamaska et Drummondville faisant pour plus de 4 millions de dollars de dégâts[31].
- 23 juillet : le Conseil de protection des malades demande une injonction en Cour supérieure pour obliger les infirmières à retourner au travail. Celles-ci sont en effet toujours en grève malgré la loi spéciale[32].
- 24 juillet : 
  - Les infirmières suppriment pour un temps les moyens de pression lourds. C'est la fin de la grève générale[33].
  - Le capotage d'un poids lourd est la cause d'un énorme carambolage sur l'autoroute 20 à Saint-Michel-de-Bellechasse, faisant 4 morts et 11 blessés. 15 véhicules ont été fauchés[34].

### Août
- 19 août : le rapport de la commission Arpin recommande une entrée limitée du privé dans le domaine de la santé[35].
- 20 août : Eaton en faillite ferme définitivement ses portes[36].
- 30 août : Les infirmières écartent maintenant la grève pour régler leurs contentieux avec le gouvernement Bouchard[37].

### Septembre
- Septembre : Jean-Luc Mongrain anime son premier Le Grand Journal à TQS[38].
- 2 septembre : Lorraine Pagé est finalement acquittée[39].
- 8 septembre : le Front commun annonce une grève générale pour le 18 novembre si les négociations n'ont pas abouti d'ici là[40].
- 15 septembre : l'Église refuse de donner une compensation financière aux orphelins de Duplessis et refuse de s'excuser[41].
- 28 septembre : entente de principe avec les employés d'Hydro-Québec après une grève de cinq mois[42].

### Octobre
- 1er octobre - Le salaire minimum monte à 6.90 $[43].
- 8 octobre : le président américain Bill Clinton profite de la conférence internationale sur le fédéralisme au Mont-Tremblant pour faire un discours dans lequel il déclare souhaiter un Canada "démocratique, fort et uni"[44].
- 14 octobre : la mine de Murdochville ferme définitivement ses portes après 46 ans d'exploitation[45].
- 18 octobre : le Front commun est ébranlé lorsque 3 des 4 fédérations de la CSN votent contre une grève générale. Il décide finalement d'y renoncer[46].
- 23 octobre : les employés de GM votent une entente de principe avec leur employeur garantissant que l'usine de Boisbriand ne fermera pas ses portes avant 2003[47].
- 31 octobre : la pièce Notre-Dame de Paris rafle une bonne partie des Félix lors du Gala de l'ADISQ. Bruno Pelletier et Isabelle Boulay sont les interprètes de l'année. Garou est la révélation de l'année[48].

### Novembre
- 3 novembre : mille Gaspésiens manifestent contre la fermeture de l'usine Gaspésia à Chandler[49].
- 12 novembre : Québec et l'Ontario signent une entente sur la mobilisation des travailleurs de la construction entre les 2 provinces[50].
- 16 novembre : Julie Surprenant, une jeune fille de 16 ans est portée disparue sur l'Île de Saint-Jean à Terrebonne. Malgré les recherches, elle reste introuvable[51].

### Décembre
- 9 décembre : le vérificateur général critique la façon dont le gouvernement a géré les mises à la retraite en 1996. Il y en a eu trop et Québec a perdu plus d'argent qu'il ne le dit dans l'affaire[52].
- 10 décembre : dépôt à Ottawa du projet de loi sur la clarté référendaire parrainé par Stéphane Dion. Devant encadrer un éventuel référendum sur la souveraineté, il statue que la question ne devra porter que sur la sécession du Québec et non pas sur une association économique. De plus, Ottawa ne négociera pas, advenant la victoire d'un Oui à 50 % + 1[53].
- 15 décembre :
  - dépôt à Québec du projet de loi 99 rappelant le droit fondamental du peuple québécois de disposer de son avenir par le biais de l'Assemblée nationale ainsi que la règle démocratique du 50 % + 1, et donnant le droit seul au Parlement de diviser le territoire québécois[4].
  - le nom de la région administrative de Québec est changé pour Capitale-Nationale[54].
- 18 décembre : entente de principe entre Québec et le Front commun. Les employés du secteur public recevront des augmentations de salaire de 9 % en 4 ans et une bonification pour les retraités[55].

## Naissances
- 6 janvier - Rafaël Harvey-Pinard (joueur de hockey)
- 8 janvier - Maxime Comtois (joueur de hockey)
- 16 mars - Vladimir Guerrero Jr. (joueur de baseball)
- 8 avril - Jacob Guay (chanteur)
- 19 avril - Luguentz Dort (joueur de basket-ball)
- 30 avril - Edouard Julien (joueur de basebell)
- 1er juillet - Pierre-Olivier Joseph (joueur de hockey)
- 2 août - Rose Adam (actrice)
- 4 octobre - Louis-Philippe Beauchamp (acteur)
- 21 octobre - Camille Felton (actrice)

## Décès
- 9 janvier - Jean McEwen (peintre) (14 décembre 1923)
- 14 janvier - Gaétan Girouard (journaliste) (º 10 mars 1965)
- 15 janvier - Vincent-F. Chagnon (ancien maire de Lévis) (º 13 décembre 1915)
- 1 février - Paul Calvert (joueur de baseball) (º 6 octobre 1917)
- 8 février - Denise Leblanc (femme politique) (º 15 décembre 1949)
- 10 février - Yvon Dufour (acteur) (º 1er novembre 1930)
- 27 février - Maurice Perron (photographe) (º 6 juillet 1924)
- 11 mars - Camille Laurin (homme politique) (º 6 mai 1922)
- 16 mars - Gratien Gélinas (acteur) (º 8 décembre 1909)
- 24 mars - Edmund Tobin Asselin (administrateur et homme politique) (º 26 septembre 1920)
- 5 avril - Paul David (fondateur de l'Institut de Cardiologie de Montréal) (º 25 décembre 1919)
- 13 avril - Marcel Martel (chanteur) (º 1er février 1925)
- 9 mai - Gilles Richer (réalisateur) (º 2 mai 1938)
- 25 mai- Jacques Lavigne (philosophe) (º 14 novembre 1919)
- 9 juillet - Robert René de Cotret (homme politique) (º 20 février 1944)
- 16 juillet - Alan Macnaughton (avocat et homme politique) (º 30 juillet 1903)
- 12 août - Jean Drapeau (ancien maire de Montréal) (º 18 février 1916)
- 6 septembre - René Lecavalier (animateur sportif) (º 5 juillet 1918)
- 29 septembre - Jean-Louis Millette (acteur) (º 4 janvier 1935)
- 1er novembre - Jean Coutu (acteur) (º 31 mars 1925)
- 20 novembre - Marcel de la Sablonnière (animateur) (º 21 mai 1918)
- 23 novembre - Claude Hurtubise (éditeur) (º 23 septembre 1914)
- 26 décembre - Yvan Canuel (acteur) (º 8 avril 1935)

### Articles généraux
- Chronologie de l'histoire du Québec (1982 à aujourd'hui)
- L'année 1999 dans le monde
- 1999 au Canada

### Articles sur l'année 1999 au Québec
- Loi sur la clarté référendaire
- Liste des lauréats des prix Félix en 1999